# Román Agustín Gómez
Román Agustín Gómez (Quilmes, 14 de julio de 2004) es un futbolista argentino. Juega como lateral derecho en Estudiantes de La Plata de la Primera División de Argentina.

## Trayectoria
Producto de las divisiones juveniles de Estudiantes de La Plata, en agosto de 2024 firmó contrato con la institución hasta diciembre de 2026.
El 9 de marzo de 2024 debutó en la Primera División de Argentina, ingresando como titular en la derrota de Estudiantes contra Sarmiento de Junín por 3-1 como visitante.
Integró los planteles que conquistaron la Copa de la Liga Profesional 2024 y el Trofeo de Campeones de la Liga Profesional 2024.

## Clubes
| Club                    | País      | Año           |
| ----------------------- | --------- | ------------- |
| Estudiantes de La Plata | Argentina | 2024-presente |

## Estadísticas
Actualizado al último partido disputado el 17 de agosto de 2025.
| Estudiantes de La Plata Argentina | 1.ª           | 2024          | 5  | 0 | 1 | 0 | 0 | 0 | 6  | 0 |
| Estudiantes de La Plata Argentina | 1.ª           | 2025          | 6  | 1 | 1 | 0 | 0 | 0 | 7  | 1 |
| Estudiantes de La Plata Argentina | Total club    | Total club    | 11 | 1 | 2 | 0 | 0 | 0 | 13 | 1 |
| Total carrera | Total carrera | Total carrera | 11 | 1 | 2 | 0 | 0 | 0 | 13 | 1 |
| (1) La copa nacional se refiere a la Copa Argentina y Copa de la Liga Profesional. (2) La copa internacional se refiere a la Copa Sudamericana y Copa Libertadores. |               |               |    |   |   |   |   |   |    |   |

## Palmarés

### Campeonatos nacionales
| Título              | Club                    | País      | Año  |
| ------------------- | ----------------------- | --------- | ---- |
| Copa de la Liga     | Estudiantes de La Plata | Argentina | 2024 |
| Trofeo de Campeones | Estudiantes de La Plata | Argentina | 2024 |